# Metody (Krasnopiorow)
Metody, imię świeckie Michaił Płatonowicz Krasnopiorow (ur. 18 lipca?/30 lipca 1868 we Wiatskim, zm. 4 lutego 1921 w Pietropawłowsku) – rosyjski biskup prawosławny, święty nowomęczennik.

## Życiorys
Był synem cerkiewnego psalmisty. Ukończył seminarium duchowne w Wiatce, po czym podjął pracę nadzorcy uczniów niższej szkoły duchownej w Sarapule. W 1890 został wyświęcony na kapłana jako mężczyzna żonaty. W 1898, po śmierci małżonki, wyjechał do Kazania na wyższe studia teologiczne w Kazańskiej Akademii Duchownej. 11 lutego 1900, w trakcie studiów, złożył wieczyste śluby mnisze przed rektorem akademii Antonim (Chrapowickim), przyjmując imię zakonne Metody. W 1902 uzyskał dyplom kandydata nauk teologicznych i rozpoczął pracę w szkole duchownej w Ufie jako asystent nadzorcy. Zorganizował w mieście szkołę cerkiewno-parafialną, organizował odczyty o tematyce religijno-moralnej i antyalkoholowej. 
W 1903 objął stanowisko inspektora seminarium Aleksandrowskiego w Ardonie. Po trzech latach otrzymał godność archimandryty i został rektorem seminarium duchownego w Ufie. Był zdecydowanym przeciwnikiem socjalizmu, a kondycję Rosyjskiego Kościoła Prawosławnego na początku XX w. uważał za złą.
10 lutego 1913 w Petersburgu został wyświęcony na biskupa akmolińskiego, wikariusza eparchii omskiej. W 1914 jego tytuł uległ zmianie na biskup pietropawłowski i właśnie Pietropawłowsk stał się jego siedzibą. W marcu 1917 pietropawłowska Rada Delegatów Robotniczych bezskutecznie domagała się od Rządu Tymczasowego jego usunięcia z katedry z powodu "działalności reakcyjnej".
Zginął w czasie tłumienia przez Armię Czerwoną powstania antybolszewickiego, jakie wybuchło w 1921 i objęło część Syberii Zachodniej z Pietropawłowskiem, Iszymem i Tobolskiem. Został zamordowany przez oddział bolszewicki przed soborem w Pietropawłowsku, gdy usiłował uspokajać walczących ze sobą chłopów i czerwonoarmistów.
W 2000 kanonizowany jako jeden z Soboru Świętych Nowomęczenników i Wyznawców Rosyjskich.